# Денатурализовани алкохол
Денатуирани алкохол, је у ствари етил алкохол који има додатака које га чине отровним, лошег укуса и мириса, да би спречили рекреативну потрошњу (конзумирање). У неким случајевима је такође и обојен. Пиридин, метанол, или оба, могу да се додају да би денатурализовани алкохол начинили отровно,а denatonium може се додати да се начинио горким.
Денатурализовани алкохол се користи као растварач, и као гориво за алкохолне горионике. Због разноврсности индустријске употребе денатурализованог алкохола, стотине додатака, денатурализационих метода могу се користити. Један од главих додатака је 10% метанола, што доводи до термина "метил духа". Други типични додаци укључују изопропил алкохол, ацетон, метилэтилкетон, метилизобутилкетон и denatonium.
Денатурализација алкохола не вриши хемијске промене молекулу етанола. Уместо тога, етанол се меша са другим хемикалијама да би се формирао раствор који се не може конзумирати. За многе од ових раствора, не постоји ни један пракичан начин за сепарацију додатака из раствора.

## Употреба
Денатурализовани алкохол се користи исто као и чист етанол, осим за случајеве који укључују употребу као гориво, хируршке операције и лабораторијске операције. Обичан етанол се искључиво користи за храну и пиће као код неких хемијских реакција, где денатуратори је могу утицати на продукте реакције. У молекуларној биологијiи, денатурализовани алкохол не би требало користити за таложење нуклеинске киселине.

## Циљ
У неким земљама, продаја алкохолних пића подлеже високом порезу. Због тога, да би избегли плаћање пореза на алкохоле који нису намењени за људско конзумиранје, алкохол би требало да буде денатурализован или у додатку са супстанцама које би га начиниле неупотребљивим.